# Homalostethus spectabilis
Homalostethus spectabilis är en insektsart som först beskrevs av Hermann Burmeister 1834.  Homalostethus spectabilis ingår i släktet Homalostethus och familjen spottstritar. Inga underarter finns listade i Catalogue of Life.